# Coucher de soleil sur un lac
Coucher de soleil sur un lac – ou en anglais Sun Setting over a Lake – est un tableau du peintre britannique Joseph Mallord William Turner réalisé vers 1840. Cette peinture à l'huile sur toile de 91,1 × 122,6 cm représente un coucher de soleil sur un plan d'eau que l'on suppose être un lac, plutôt que la mer, du fait de la présence, à droite dans la composition, de ce qui semble être la ligne de crête de montagnes. Cette peinture est conservée à la Tate Britain, à Londres.